# Grijsbuikmuggensluiper
De grijsbuikmuggensluiper (Microbates cinereiventris) is een zangvogel uit de familie Polioptilidae (muggenvangers).

## Verspreiding en leefgebied
Deze soort telt 7 ondersoorten:
- M. c. semitorquatus: van zuidelijk Nicaragua tot noordwestelijk Colombia.
- M. c. albapiculus: de Cauca-vallei (noordelijk Colombia).
- M. c. magdalenae: de Magdalena-vallei (noordelijk Colombia).
- M. c. cinereiventris: van zuidwestelijk Panama tot zuidwestelijk Ecuador.
- M. c. unicus: centraal Colombia.
- M. c. hormotus: zuidelijk Colombia, oostelijk Ecuador en noordoostelijk Peru.
- M. c. peruvianus: oostelijk Peru en westelijk Bolivia.